# Baia Carlota
La baia Carlota è un'insenatura larga 1,9 km e che si estende per 1,14 km sulla costa nord-occidentale della penisola di Alfatar sull'isola Robert nelle isole Shetland Meridionali, in Antartide. Si trova ad est della penisola Coppermine e si inserisce tra punta Fort William e punta Misnomer. L'area fu visitata dai cacciatori di foche dell'inizio del XIX secolo che operavano dal vicino porto di Clothier.
La baia fu rilevata e denominata dalla spedizione antartica cilena del 1949 guidata dal capitano Leopoldo Fontaine.

## Localizzazione
Il punto medio della baia si trova a 62°22′15.7″ S 59°41′47.9″ W (mappatura britannica del 1935, 1967 e 1968, argentina del 1957 e 1980, cilena del 1961 e 1971 e bulgara del 2009).